# Graz 99ers
A Graz 99ers egy osztrák sportklub és jégkorongcsapat. Székhelye a stájerországi Grazban van. 1999-ben alapították, miután elődje, az EHC Graz pénzügyi okokból megszűnt.  Az első, 1999–2000-es szezonban az Osztrák Nemzeti Ligában játszottak, majd 2000 óta az EBEL-ben játszanak.

## A 2011-es keret
| Támadók | Támadók            |
| ------- | ------------------ |
| 10      | Warren Norris      |
| 15      | Matthias Iberer    |
| 16      | Patrick Harand     |
| 17      | Manuel Ganahl      |
| 28      | Mike Ouellette     |
| 32      | Jean-Philippe Paré |
| 34      | Markus Peintner    |
| 37      | Stefan Herzog      |
| 44      | Quinn Hancock      |
| 51      | Daniel Woger       |
| 61      | Christoph Harand   |
| 71      | Harry Lange        |
| 72      | Kevin Moderer      |
| 83      | Peter Lenes        |
| 97      | Tobias Dinhopel    |

| Védők | Védők            |
| ----- | ---------------- |
| 18    | Robert Lembacher |
| 23    | Florian Iberer   |
| 24    | Darcy Werenka    |
| 27    | Jamie Hunt       |
| 29    | Sven Klimbacher  |
| 38    | Yannick Tremblay |
| 73    | Nick Kuiper      |

| Kapusok | Kapusok          |
| ------- | ---------------- |
| 30      | Oliver Zirngast  |
| 31      | Fabian Weinhandl |
| 69      | Martin Iberer    |